# Stoffeler Kapelle

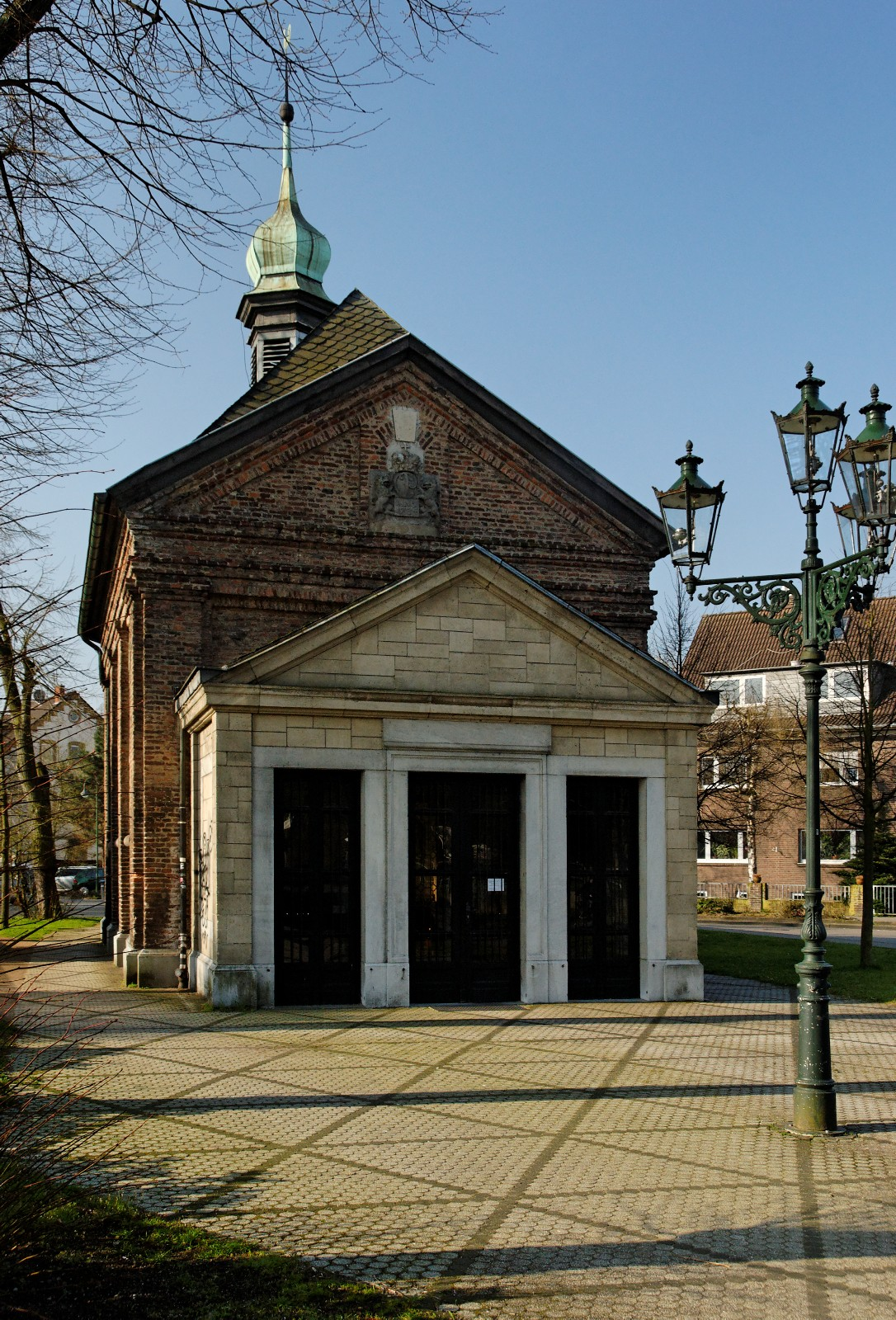
Stoffeler Kapelle

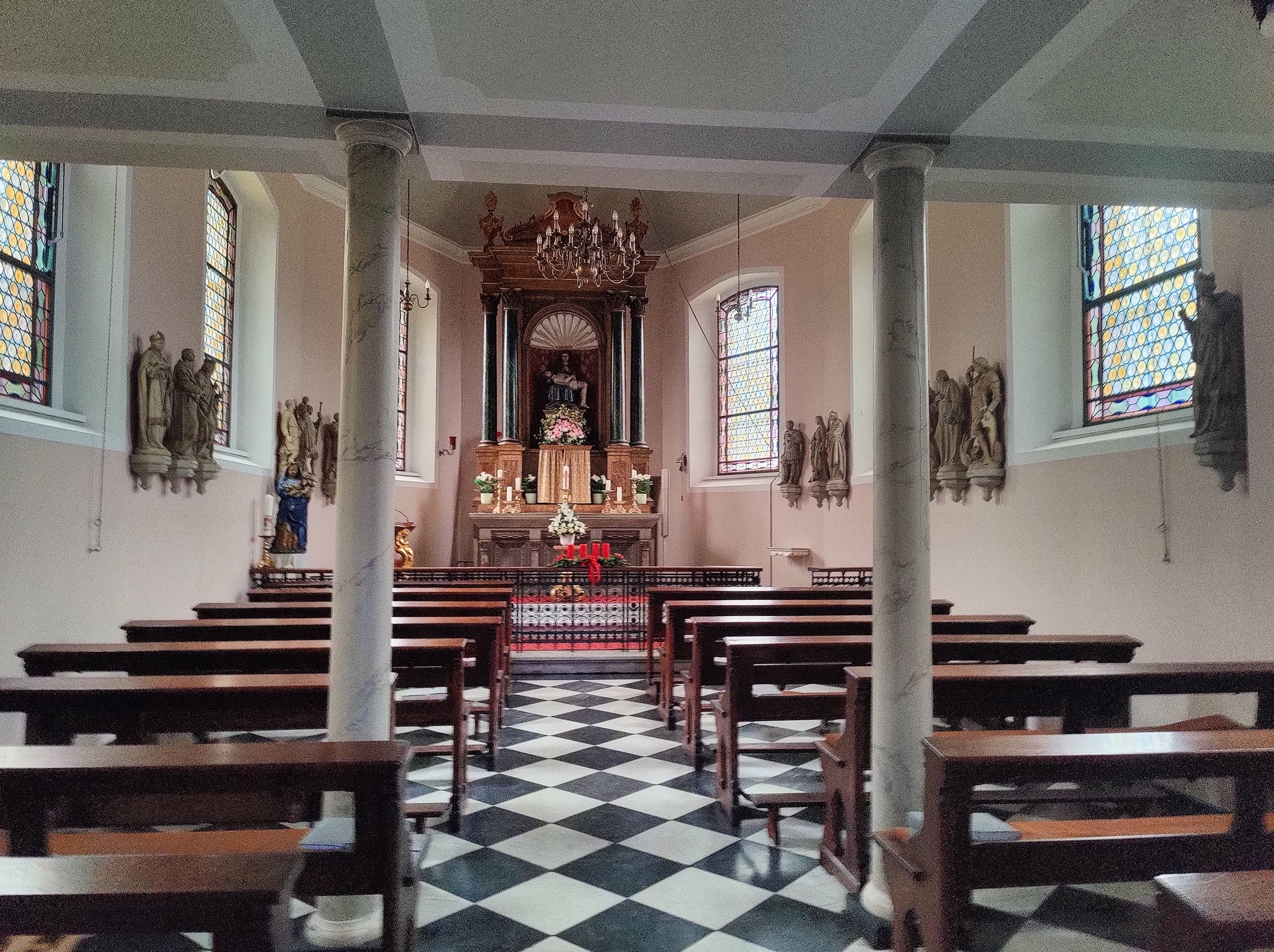
Innenraum (2022)

Die Kapelle „Zum Heiligen Kreuz und den Vierzehn Nothelfern“, auch Stoffeler Kapellchen, ist eine barocke Kapelle im Düsseldorfer Stadtteil Bilk. Sie gehört zum Kirchort St. Suitbertus in der römisch-katholischen Pfarrgemeinde St. Bonifatius im Erzbistum Köln. 
Der Vorläufer des Stoffeler Kapellchens war ein Wallfahrtshäuschen, in dem ein Splitter des Heiligen Kreuzes aufbewahrt wurde und das 1650 in barocker Backsteinarchitektur errichtet worden war. Im Jahr 1734 ließ Kurfürst Carl Philipp das Häuschen zu einer kleinen Wallfahrtskapelle umbauen. Die kleine Orgel mit 6 Registern ist ein Werk von Johannes Klais Orgelbau aus dem Jahr 1960.